# Myrmica tertiaria
Myrmica tertiaria är en myrart som beskrevs av Oswald Heer 1850. Myrmica tertiaria ingår i släktet rödmyror, och familjen myror. Inga underarter finns listade i Catalogue of Life.